# Forest Stewardship Council

Logo des FSC

Der Forest Stewardship Council (FSC) ist eine internationale Non-Profit-Organisation (englisch stewardship ‚Verantwortung‘, ‚Verwalteramt‘). Das Unternehmen mit Sitz in Bonn wurde 1993 gegründet.
Obwohl als Non-Profit-Organisation bezeichnet, ist das Unternehmen, das in Deutschland als GmbH eingetragen ist, nicht als gemeinnützig anerkannt. Es erwirtschaftet u. a. aus Lizenzeinnahmen für das FSC-Markenzeichen in den letzten Jahren durchschnittliche Gewinne von ca. 1 Mio. Euro vor Steuern (bei einem Umsatz von 25,67 Mio. Euro), wobei die Bezüge der Geschäftsführung unter Hinweis auf § 286 Abs. 4 HGB nicht veröffentlicht werden. Das Council (Kollegium, Rat; Ratsversammlung) schuf das erste System zur Zertifizierung nachhaltiger Forstwirtschaft, betreibt es und entwickelt es weiter.
Der Ausdruck FSC wird auch benutzt
- für das FSC-Zertifizierungssystem
- für das FSC-Zeichen (auch FSC-Logo, FSC-Zertifikat oder FSC-Gütesiegel genannt).

Letzteres kennzeichnet Waldprodukte als Erzeugnisse von Forstbetrieben, die nach FSC-Kriterien zertifiziert sind. Außer Holz können auch Nebenprodukte des Waldes, wie Harz, Reisig, Beeren oder Pilze, zertifiziert werden. Inzwischen gibt es drei FSC-Siegel: FSC Recycelt, FSC Mix und FSC 100 %. Das Recycelt-Siegel spielt in Deutschland kaum eine Rolle, da es für Papierprodukte mit dem Blauen Engel ein strengeres Zeichen gibt.
Das FSC-System zur Zertifizierung von Forstwirtschaft wurde gegründet zur Sicherung der nachhaltigen Waldnutzung; diese beinhaltet die Wahrung und auch Verbesserung der ökonomischen, ökologischen und sozialen Funktionen der Forstbetriebe. Hierzu entwickelte der FSC einen allgemeinen und länderübergreifend einheitlichen Standard, der aus zehn Prinzipien und Kriterien besteht und den man nur anwenden kann, wenn man diese zehn für eine nationale Ebene konkretisiert (siehe unten).
Im weiteren Sinne umfasst die Zertifizierung von Waldprodukten nach FSC auch die Produktkette (chain of custody). Hierfür wurde ebenfalls ein System geschaffen.

## Geschichte

### International
Der Forest Stewardship Council geht auf eine Initiative von Menschenrechtsorganisationen, Umwelt-NGOs sowie einer Gruppe von Händlern und Industriebetrieben im Jahre 1990 in Kalifornien zurück. Entscheidende Unterstützung kam der Initiative im Rahmen des Umweltgipfels von Rio zu, auf welchem die Leitprinzipien Nachhaltiger Entwicklung verbindlich formuliert wurden. Dort war es jedoch nicht möglich, sich auf ein rechtlich bindendes Instrument zum Erhalt bzw. zur nachhaltigen Nutzung der Wälder zu einigen, obwohl im Kapitel 11 der Agenda 21 ein faktischer 4-Punkte-Plan zur Umsetzung nachhaltiger Forstwirtschaft formuliert wurde. Aufgrund der aus Sicht großer internationaler Umweltschutzorganisationen wie Greenpeace oder WWF unbefriedigenden Ergebnisse beim Schutz von Wäldern hielt man die Idee des FSC für geeignet, zu einer besseren Forstwirtschaft beizutragen. Die Entwicklung der Organisation FSC basiert maßgeblich auf dem Engagement
von WWF, von Greenpeace, Gewerkschaften und Interessensvertretern indigener Völker, die gemeinsame Interessen identifizierten.
Im Oktober 1993 fand die Gründungsversammlung des FSC in Toronto (Kanada) statt. Bis zur Mitte des Jahres 1994 erfolgte nach der Einrichtung eines Büros in Oaxaca (Mexiko) die Entwicklung des internationalen Standards und der Statuten der Organisation, die im Sommer 1994 von der Vollversammlung genehmigt wurden. Ebenfalls in Oaxaca erfolgte die Registrierung des Vereins im Februar 1996. Im Januar 2003 wurde der Sitz des FSC International nach Bonn (Deutschland) verlegt.
Obwohl auch einige Vertreter der Forst- oder Holzwirtschaft die Ideen des FSC von Beginn an unterstützten, zeichnete sich Mitte der 1990er Jahre ab, dass vielerorts insbesondere die betroffenen Forstbetriebe sie aus unterschiedlichen Gründen ablehnten. Hierzu zählen nicht nur in Deutschland auch staatliche oder kommunale Forstverwaltungen.
Forstbetriebe und -verwaltungen in unterschiedlichen Ländern und Regionen entwickelten selbst Zertifizierungssysteme, die mit dem FSC in der Regel bis heute konkurrieren. Zu betrachten sind zwei Märkte: Zertifizierungsinstitutionen konkurrieren um Zertifizierungskunden (z. B. Forstbetriebe); das Zertifikat konkurriert mit anderen Zertifikaten, Gütesiegeln o. ä. um Ansehen und Anerkennung bei Entscheidern und Kunden, die unzertifizierte Produkte kaufen. In Europa entstand so das Programme for Endorsement of Forest Certification Schemes (PEFC).
Heute zählt der FSC international mehr als 1000 Mitglieder. Weltweit nach den Prinzipien und Kriterien des FSC zertifiziert sind bis heute (Stand Juni 2020) 211.519.496 ha Wald. 2010 waren über 120 Millionen Hektar Wald (100 ha = 1 Quadratkilometer ⇒ 1,335 Millionen Quadratkilometer. Das entspricht einer Fläche von 1.000 × 1.335 km).

### In Deutschland
In Deutschland wurde 1997 die Entwicklung eines nationalen Standards eingeleitet; 2001 wurde er mit der Akkreditierung vollendet. In Deutschland sind heute 1.438.868 ha Waldfläche zertifiziert (Stand Juni 2020). Im Januar 2018 waren 1.195.193,5 ha zertifiziert (ohne Bundesforsten). Im Mai 2010 waren es noch 755.739 ha, dies entsprach 2010 etwa 7 % der Waldfläche in Deutschland, im Januar 2013 noch knapp 5,3 %. In Deutschland existieren 2.249 COC (Chain-of-Custody) – Zertifikate.

## Organisation
Das FSC ist in einem 3-Kammer-System organisiert: Wirtschaft, Umwelt und Soziales. Einem Beschluss muss jede Kammer zustimmen. Damit haben auch die Umweltschutzorganisationen sowie soziale Gruppen wie indigene Völker oder Gewerkschaften die Möglichkeit direkter Einflussnahme, und ihre Position kann nicht überstimmt werden. Dies gilt genauso auch für die Interessen der Wirtschaftsvertreter, zu welchen neben Vertretern der Forstbetriebe auch Vertreter der holzverarbeitenden Industrie zählen.
Es gilt: „Der Verein strebt an, Entscheidungen im Konsens zu treffen.“ (Satzung § 27th). Es wird nach einem 3-Kammerprinzip abgestimmt.
Entscheidungen des Vorstandes sind gültig, wenn
- mehr als 10 von 12 Vorstandsmitgliedern anwesend sind, davon mindestens 2 Mitglieder aus jeder Kammer
- mindestens 7 Vorstandsmitglieder positiv stimmen, davon mindestens 2 Mitglieder aus jeder Kammer

## Ziele
Die Hauptzielsetzung ist die Gewährleistung einer nachhaltigen Forstwirtschaft. Dies soll durch Schaffung weltweit einheitlicher Standards zur Bewirtschaftung von Wald gewährleistet werden.
FSC versucht, einen wesentlichen Anteil aller Wälder der Welt unter nachhaltige Bewirtschaftung zu stellen. Dabei soll es sich voraussichtlich um mindestens 30 % aller bewirtschafteten Wälder handeln. Weiterhin soll das System zur Vermeidung von umstrittenen Holzquellen (Controlled Wood Standards) auf den Märkten und für Einkaufsrichtlinien von beispielsweise Einzelhändlern oder Regierungen etabliert werden.

## FSC als Prozess
Als zivilgesellschaftlicher Prozess besteht der erste Schritt zu Zertifizierungen in einem Land in der Gründung einer nationalen Arbeitsgruppe. Diese wird von einer Privatperson eingeleitet, die von der internationalen Organisation des FSC akzeptiert wurde und mit ihr in Kontakt steht. Diese Privatperson organisiert in der Folge die nationale Arbeitsgruppe nach den internationalen Richtlinien. Vor allem muss ein 3-Kammer-System wie bei FSC-International geschaffen werden.
Die Kernaufgabe der nationalen Arbeitsgruppe besteht in der Entwicklung eines nationalen Standards zur Zertifizierung nachhaltiger Forstwirtschaft. Wenn sich die nationale Arbeitsgruppe im 3-Kammer-System auf einen solchen Vorabstandard geeinigt hat, wird der Entwurf FSC International zur Prüfung vorgelegt. Sollte der Entwurf gebilligt werden, kann eine Zertifizierung nachhaltiger Forstwirtschaft gemäß diesem nationalen Standard in einem Land durchgeführt werden. Alle 5 Jahre wird ein nationaler Standard evaluiert und, wenn nötig, revidiert.
Ein wichtiger Aspekt bei der Entwicklung von FSC auf nationaler Ebene ist der Demokratisierungsprozess, der damit einhergeht. In einigen waldreichen Ländern sind kaum demokratische zivilgesellschaftliche Strukturen wie z. B. Gewerkschaften, Landeigentümervereinigungen, Umweltverbände usw. vorhanden. Forstbetriebe, die eine Zertifizierung anstreben, müssen die Organisation von Arbeitnehmerschaft und anderen Beteiligten fördern bzw. zulassen.

## Zertifizierung von Forstbetrieben

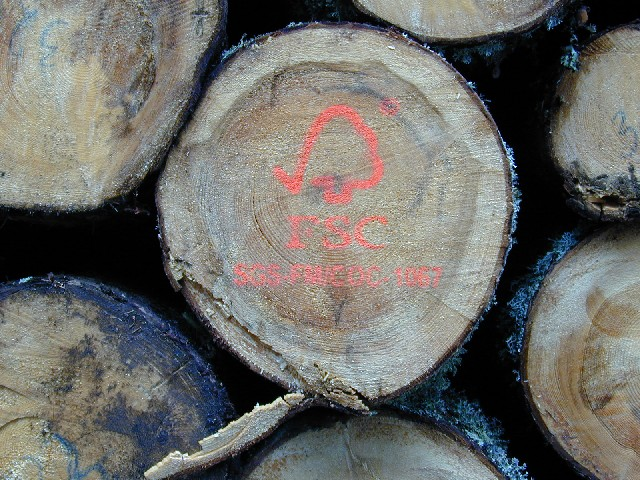
FSC-zertifiziertes Fichtenholz mit Kennzeichnung (Schwarzwald)

Die Zertifizierung von Forstbetrieben richtet sich nach Standards, die vom FSC entwickelt wurden. Die weltweit gültigen Standards decken zehn Prinzipien ab, welche verschiedene Kriterien beinhalten, die auf nationaler Ebene durch eine Vielzahl von Indikatoren ergänzt werden. Anhand dieser Indikatoren soll die Einhaltung der Kriterien nachvollzogen werden können. Demnach sind die Prinzipien nachhaltiger Forstwirtschaft:
| Prinzip 1 – Einhaltung der Gesetze                    |
| Prinzip 2 – Arbeitnehmerrechte und Arbeitsbedingungen |
| Prinzip 3 – Rechte indigener Völker                   |
| Prinzip 4 – Beziehungen zur lokalen Bevölkerung       |
| Prinzip 5 – Leistungen des Waldes                     |
| Prinzip 6 – Auswirkungen auf die Umwelt               |
| Prinzip 7 – Management                                |
| Prinzip 8 – Monitoring und Bewertung                  |
| Prinzip 9 – Besondere Schutzwerte                     |
| Prinzip 10 – Umsetzung von Bewirtschaftungsmaßnahmen  |

Im Gegensatz zu den internationalen Standards unterscheiden sich die im Rahmen der zehn Prinzipien und Kriterien entwickelten nationalen Zertifizierungssysteme auf operativer Ebene. Dies betrifft beispielsweise die Anwendung von Kahlhieben oder Pestiziden. Die Unterschiede der nationalen Standards zueinander sind auf die Zuweisung von Indikatoren durch die jeweilige nationalen FSC-Arbeitsgruppen zurückzuführen, die es ermöglichen sollen, die Standards den jeweiligen regionalen Gegebenheiten anzupassen. Bevor ein nationaler Standard zur Vergabe von Zertifikaten legal angewandt werden kann, ist die Akkreditierung durch FSC International erforderlich. In der Schweiz wurde z. B. die Behandlung von geschlagenem Holz mit Cypermethrin in den Wäldern erlaubt.

## Produktkettenzertifizierung

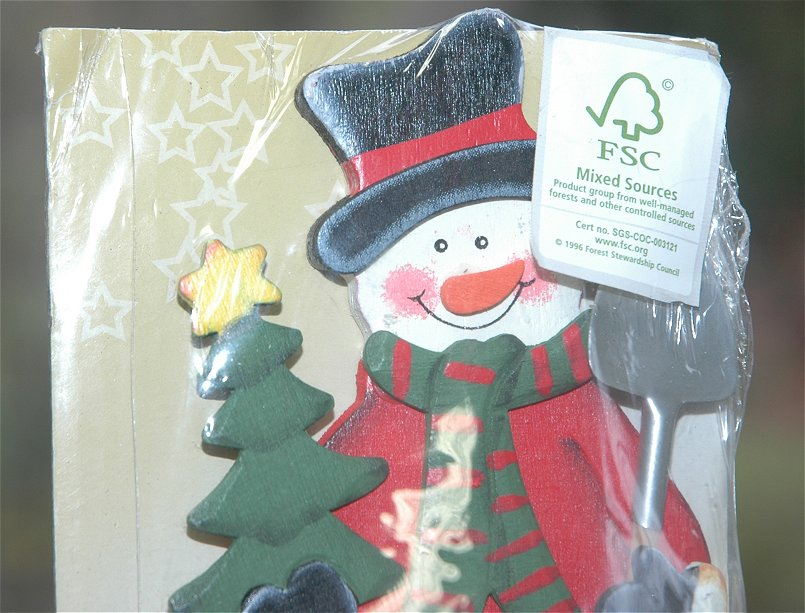
Endprodukt aus FSC-zertifiziertem Holz im Handel

Durch eine Produktkettenzertifizierung des FSC wird der Holzfluss durch die Verarbeitung und den Handel zwischen Wald und Endkunden kontrolliert. Holzprodukte werden mit dem FSC-Logo gekennzeichnet und für den Verbraucher kenntlich gemacht. Hierbei sind zwei Regeln zu unterscheiden:
- Produkte aus 100 % FSC-zertifiziertem Holz tragen lediglich das FSC-Zeichen, einen Erklärungssatz sowie die Zertifizierungsnummer des Herstellerbetriebes.
- Produkte aus weniger als 100 % FSC-Holz können das FSC-Zeichen, einen Erklärungssatz und die Herstellernummer tragen, wenn der Inhalt an FSC-Holz in Prozent angegeben ist.

Einzigartig im Vergleich zu allen anderen Zertifizierungen ist beim FSC der Ansatz, im Falle einer Produktkettenzertifizierung mit einem Anteil nicht FSC-zertifizierten Holzes im Endprodukt auch für den Nicht-FSC-Anteil Mindestanforderungen zu stellen. Diese sind im Controlled Wood Standard formuliert. Der nicht-zertifizierte Anteil darf demnach nicht aus illegalem Einschlag, aus Gebieten mit Menschenrechtsverletzungen oder sozialen Konflikten, aus gentechnisch veränderten Bäumen oder aus schützenswerten Wäldern stammen.
Die Regelung der Prozentkennzeichnung wurde eingeführt, um der vielschichtigen Produktion von Holzprodukten Rechnung zu tragen und auch den Absatz von FSC-Holz aus Gebieten mit vielen kleineren Forstbetrieben zu ermöglichen. Da jedoch auch bei diesem Verfahren die Umsetzung der chain of custody (Produktkette)-Zertifizierung bei großindustrieller Produktion Probleme bereitet, wird nun das Input-Output-Verfahren angewandt, welches bis 2009 die bisherige Regelung der Kennzeichnung von Endprodukten mit einem Anteil von weniger als 100 % FSC ablöste.
Das Input-Output-Verfahren funktioniert nach dem Prinzip des Strommarktes. Das bedeutet, dass die Menge FSC-Holzes registriert wird, welches z. B. ein Zellstoffwerk einkauft. Solch ein FSC-zertifizierten Betrieb kann Endprodukte dann in analoger Menge zu einem beliebigen Zeitpunkt auszeichnen.

## Akkreditierung von Zertifizierern
Die Zertifizierung wird ausschließlich von Organisationen durchgeführt, die dafür von der Assurance Services International GmbH akkreditiert wurden. Weltweit sind 39 Unternehmen akkreditiert.
Bei der Akkreditierung wird unterschieden zwischen
- Zertifizierung nachhaltiger Forstwirtschaft
- Produktkettenzertifizierung.

## Kosten
Die Kosten für Audits (Kontrollen durch die Zertifizierer, ob die geforderten Standards durch die überprüften Forstbetriebe eingehalten werden) liegen zwischen 0,30 € und 1,50 € pro Hektar.
Wesentlich aufwändiger für die Betriebe ist die Erstellung aller nötigen Nachweise zur Erfüllung der Standards. Die Kosten sind in erster Linie vom bestehenden Niveau der Nachhaltigkeit des jeweiligen Betriebes abhängig. In vielen tropischen Ländern existieren beispielsweise keine Wirtschaftspläne zur Nutzung von Wäldern und es müssen sehr aufwändige Erstinventuren großer Waldgebiete zur Erstellung eines Managementplanes durchgeführt werden. Daher ist die Zertifizierung dort erheblich teurer als in Mitteleuropa, wo diese Daten in der Regel bereits vorliegen.
Durch die Produktkettenzertifizierung ist ein eigenes Zertifikat für jedes Unternehmen nötig, welches mit der zertifizierten Ware in Kontakt kommt. Die Kosten für Produktkettenzertifizierung bei Unternehmen liegen im vierstelligen Bereich. Wer die Zertifizierung erhalten will, muss eine Jahresgebühr zahlen.

## Kritik

### Kritik durch Vertreter der europäischen Forstwirtschaft
Innerhalb der Kammern werden beim FSC keine Interessensgruppen mehr unterschieden. Einige Vertreter der Forstwirtschaft kritisieren daher die Struktur der Organisation. Aufgrund der Stimmengewichtung könnten die in der Wirtschaftskammer vertretenen Waldeigentümer von anderen Mitgliedern der Wirtschaftskammer überstimmt werden.
Besonders in Ländern mit einem hohen Anteil von Privatwaldbesitz wie Deutschland befürchten kleine und mittlere Forstbetriebe deshalb eine Bevormundung durch außerbetriebliche Interessen und sehen sich in ihren Eigentumsrechten zu stark beschränkt.
Der private Waldbesitz umfasst in Deutschland das Eigentum vom Stadtwald über den Bauernwald bis hin zum Großprivatwald oder dem von den Nachfolgegesellschaften der Treuhandanstalt verwalteten Wald, mit zum Teil völlig gegenläufigen Interessen und wirtschaftlichen Zwängen und nicht zuletzt sehr differenzierter Effektivität der Interessenvertretung. Den Privatwald gibt es deshalb nicht. Das wegen der Interessen und der effektiven Vertretung sehr unterschiedliche Eigentum von 46 % der Waldfläche Deutschlands erhält 1/52 des Stimmrechts in einer von drei Kammern. Der gesamte Waldbesitz Deutschlands erhält 12/52 Stimmen in einer von drei Kammern.
Ein weiterer Vorwurf an die Konzeption des FSC sind die betrieblichen Aufwendungen, insbesondere wegen der Dokumentation. Das Zertifizierungsschema des FSC wird auch als sehr bürokratisch wahrgenommen. Die Notwendigkeit nachzuweisen, dass vor der Etikettierung von Holz durch die Forstbetriebe die Kriterien zur Vergabe erfüllt werden, wird in Mitteleuropa und auch in Deutschland in Frage gestellt. Deutsche Waldbesitzer nehmen für sich in Anspruch, den Begriff der Nachhaltigkeit maßgeblich mitentwickelt und oft beispielhaft gehandelt zu haben.

### Kritik durch Umweltverbände und andere NGOs
Der britischen Umweltorganisation Rainforest Foundation wurde vorgeworfen, das Recht zur Kennzeichnung von Produkten mit dem FSC-Label auch an Unternehmen zu vergeben, die in Einzelfällen in schwere Menschenrechtsverletzungen verstrickt waren. Das FSC entgegnete, dass zum Zeitpunkt der Menschenrechtsverletzung die FSC-Zertifikate bereits entzogen oder beendet waren.
Auch stand das Zertifizierungssystem in der Kritik, Plantagen zu zertifizieren, die auf vor 1993 gerodeten Urwaldflächen angelegt wurden. Diese können das FSC-Zertifikat theoretisch grundsätzlich nicht erhalten. Diverse Umweltverbände kritisieren, das Siegel werde zu leichtfertig vergeben. In Chile steht der FSC in der Kritik Plantagenflächen zu zertifizieren, um die es einen Konflikt zwischen Forstunternehmen und indigenen Gemeinschaften gibt und letztere die Flächen als ihr angestammtes Gebiet beanspruchen.
Der FSC-Watch ist laut eigener Bezeichnung ein unabhängiger Beobachter von FSC und hat sich auf seiner Webseite der Aufklärung über das Geschäftsgebaren von FSC gewidmet. Die Seite wurde von einer Gruppe von FSC-Unterstützern und Mitgliedern gegründet, die sich um die Glaubwürdigkeit und Vertrauenswürdigkeit von FSC sorgen. Es geht ihnen darum, Transparenz zu wahren und dadurch die Vorgänge innerhalb des FSC zu beleuchten. Auf der Webseite werden die aktuellen Projekte und Zertifizierungen des FSC veröffentlicht und kommentiert.
Die Swedish Society for Nature Conservation (SSNC) ist 2008 mit dem Argument schlechter Wirksamkeit des FSC in Schweden aus dem FSC-International ausgetreten, ist aber Mitglied des schwedischen FSC geblieben.
Robin Wood hat den FSC ebenfalls wegen der Kahlschlagpraktiken von FSC-zertifizierten Forstbetrieben in Schweden kritisiert. Vor allem wegen der Zertifizierung von Eukalyptus-Monokulturen in Südamerika und Südafrika und damit verbundenen sozialen und ökologischen Problemen ist Robin Wood dann 2009 aus dem FSC International ausgetreten. Robin Wood bleibt aber künftig aktiv in der nationalen FSC-Arbeitsgruppe Deutschland und erkennt an, dass der FSC auch dazu beiträgt, die Waldbewirtschaftung zu verbessern.
Das Forests and the European Union Resource Network hat 2011 seine Mitgliedschaft im FSC wegen dessen fortgesetzter Unterstützung und Zertifizierung von Forstprojekten zur Kompensation von Treibhausgasemissionen beendet.
Greenpeace Schweiz hat sich entschlossen die FSC-Mitgliedschaft zum Ende 2017 zu kündigen. Greenpeace Deutschland und Greenpeace International erklärten 2018 ebenfalls ihren Austritt, da FSC auch Holz aus schützenswerten Urwäldern nutzt. Dahingegen verblieben Greenpeace USA, Kanada und Neuseeland im FSC.
Allerdings betonen auch kritische Organisationen, dass von den verfügbaren forstwirtschaftlichen Standards FSC noch der stärkste sei bzw. sie mit ihrer Kritik nicht konkurrierende Standards unterstützen wollen.

### Karelien
Im November 2011 berichtete die Magazinsendung Plusminus, dass in der russischen Republik Karelien im Auftrag der IKEA-Tochterfirma Swedwood schützenswerte Wälder (High Conservation Value Forests, HCVF) kahlgeschlagen werden, obwohl Swedwood vom FSC zertifiziert ist. Höchstens 65 Prozent der schützenswerten Wälder dort würden auch tatsächlich geschützt. Der FSC stritt in einer schriftlichen Stellungnahme nicht ab, dass in schützenswerten Wäldern großflächig geschlagen wird, sondern verweist auf einen besseren Naturschutz durch Swedwood im Vergleich zu anderen Firmen in Karelien.
Im Jahr 2012 wurde mit dem Protest verschiedener Organisationen der vom FSC zertifizierte industrielle Kahlschlag in den borealen Urwäldern Kareliens stark kritisiert. Als Rettet den Regenwald dazu am 30. Juni 2012 eine Protestaktion „Wohnst du noch oder zerstörst du schon?“ gegen den Möbelkonzern Ikea startete, antwortete der Geschäftsführer des FSC in einem offenen Brief: „Ihre Aussage, der FSC sei ein Ökolabel, ist falsch und entbehrt jeder Grundlage.“ Im Februar 2014 wurde Ikea das Gütesiegel von FSC entzogen.

## Andere Zertifizierungen
- Finnish Forest Certification System (FFCS)
- Programme for the Endorsement of Forest Certification Schemes (PEFC)
- Marine Stewardship Council (MSC)